# Kim Tuyến
Trần Thị Kim Tuyến (sinh ngày 21 tháng 3 năm 1987), thường được biết đến với nghệ danh Kim Tuyến, là một nữ diễn viên người Việt Nam. Cô được khán giả biết đến vào năm 2006 khi đoạt giải nhì cuộc thi Phụ nữ thế kỷ XXI. Cô được phong tặng danh hiệu Nghệ sĩ ưu tú năm 2023.

## Tiểu sử
Kim Tuyến sinh ngày 21 tháng 3 năm 1987 tại Thành phố Hồ Chí Minh trong một gia đình có 4 anh chị em. Ba mẹ cô làm kinh doanh. Cô sở hữu chiều cao 1m72.

## Đời tư
Cô được khán giả biết đến vào năm 2006 khi đoạt giải nhì cuộc thi Phụ nữ thế kỷ XXI. Đây là một chương trình truyền hình thực tế đi tìm hình ảnh người phụ nữ hiện đại, năng động. Cuộc thi năm đó còn có một số gương mặt được chú ý như diễn viên Lã Thanh Huyền, Hà Hương, Á hậu Ngọc Lan.
Kim Tuyến lập gia đình năm 19 tuổi khi đang là sinh viên đại học RMIT, cuộc hôn nhân đổ vỡ sau 2 năm chung sống.
Dù không được học qua trường lớp đào tạo diễn xuất nhưng khả năng diễn xuất của Kim Tuyến được minh chứng, khi cô giành được thành tích "Nữ diễn viên chính xuất sắc" của giải Cánh diều vàng năm 2009 với bộ phim Chuyện tình đảo Ngọc. Kim Tuyến còn để lại ấn tượng trong các phim Tuổi thanh xuân, Cát nóng, Ngủ với hồn ma.
Ngày 30 tháng 3 năm 2015, Kim Tuyến tham gia sự kiện trồng cây, gây rừng tại một trong những cánh rừng đẹp nhất Đông Nam Á.
Cô cũng là Đại sứ thiện chí kêu gọi không kỳ thị người nhiễm HIV/AIDS.
Kim Tuyến hiện tại vừa kinh doanh vừa tham gia đóng phim.

## Cuộc sống
Kim Tuyến là mẹ đơn thân năm 21 tuổi sau cuộc hôn nhân đổ vỡ. Thời gian đầu, Kim Tuyến cho biết, cô đã gặp rất nhiều khó khăn về mặt tâm lý, tuy nhiên với sự động viên và đồng hành của ba mẹ, Kim Tuyến hiện đã vượt qua được để thực hiện tốt vai trò mẹ đơn thân của mình.
Kim Tuyến từng vướng vào tin đồn là người thứ ba xen vào gia đình diễn viên Huy Khánh. Kim Tuyến chia sẻ, sự việc xảy ra một phần vì tuổi trẻ chưa suy nghĩ chín chắn, một phần bản thân là người thiếu thốn tình cảm nên đã có những sai lầm đó.

## Phim đã tham gia

### Truyền hình
| Năm  | Tựa phim                    | Vai diễn                     | Kênh       | Đạo diễn                                        | Đóng với                            | Ghi chú                                       | Nguồn  |
| ---- | --------------------------- | ---------------------------- | ---------- | ----------------------------------------------- | ----------------------------------- | --------------------------------------------- | ------ |
| 2003 | Tội lỗi thứ oan             | Lê Ngọc                      | VTV3       | Nguyễn Trần Yến                                 |                                     |                                               |        |
| 2008 | Cỏ đuôi gà                  | Trà My                       | HTV9       | Đặng Lưu Việt Bảo                               |                                     |                                               |        |
| 2008 | Truy tìm dấu vết            | Mỹ Ngọc                      | HTV7       | Xuân Cường                                      |                                     |                                               |        |
| 2009 | Chuyện tình đảo ngọc        | Ngọc Yến                     | HTV9       | Lê Bảo Trung                                    | Vĩnh Thụy, Dương Hoàng Anh          |                                               |        |
| 2010 | Sắc đẹp và danh vọng        | Ngọc Hân                     | HTV7       | Lý Khắc Lynh                                    | Đức Hải                             |                                               |        |
| 2011 | Về đất Thăng Long           | Quận chúa Tầm Xuân           | HTV9       | Trần Ngọc Phong - Đinh Thái Thụy - Lê Chí Bửu   | Lý Hùng                             |                                               |        |
| 2012 | Vợ tôi là số 1              | Mai Chi                      | HTV2       | Nguyễn Dương                                    | Trí Quang                           |                                               |        |
| 2012 | Bến vắng                    | Minh Đức                     | HTV7       | Võ Việt Hùng                                    | Lâm Minh Thắng, Dương Hoàng Anh     |                                               |        |
| 2013 | Ranh giới mong manh         | Mai                          | HTV9       | Nguyễn Mạnh Hà                                  | Việt Anh                            |                                               |        |
| 2013 | Ngọc bích tình yêu          | Tuệ Thương                   | THVL1      | Nguyễn Phương Điền                              | Quang Tuấn, Quách Ngọc Ngoan        |                                               |        |
| 2014 | Tết này con có cha          | Thu                          | KeengTV    | Đặng Minh Quang                                 | Xuân Hương                          |                                               |        |
| 2014 | Mùa sen cạn                 | Hương Liên                   | THVL1      | Nguyễn Dương                                    | Bình Minh                           |                                               |        |
| 2014 | Tuổi thanh xuân             | Mai                          | VTV3       | Nguyễn Khải Anh - Bùi Tiến Huy - Myung Hyun-woo | Shin Jae-ha, Việt Anh               | phim do hãng VFC và Hàn Quốc hợp tác sản xuất |        |
| 2014 | Đôi mắt của trái tim        | Du                           | TodayTV    | Đỗ Phú Hải                                      | Thành Được, Lê Phương               | vai phản diện đầu tiên                        |        |
| 2014 | Sóng ngầm                   | Thủy Tiên                    | HTV9       | Nguyễn Tường Phương                             | Thiên Bảo                           |                                               |        |
| 2014 | Bản kê số phận              | Châu                         | Let's Viet | Trần Ngọc Giàu                                  |                                     |                                               |        |
| 2015 | Nỗi buồn có mắt             | Ái Hương                     | SCTV14     | Nguyễn Quang Minh                               | Đoàn Thanh Tài                      |                                               |        |
| 2015 | Con dâu                     | Kim Lai                      | HTV7       | Quách Khoa Nam                                  | Trí Quang, Anh Tài                  |                                               |        |
| 2016 | Hồn lụa                     | Kỳ Vân                       | SCTV14     | Lê Văn Thảo                                     | Minh Luân                           |                                               |        |
| 2018 | Những khúc sông dậy sóng    | Hoa                          | ATV        | Nhâm Minh Hiền                                  | Trương Thế Vinh                     |                                               |        |
| 2018 | Mộng phù hoa                | Ba Trang                     | VTV3       | Bùi Nam Yên - Trần Quế Ngọc                     | Nhan Phúc Vinh                      |                                               |        |
| 2018 | Mật mã hoa hồng vàng        | Lim                          | THVL1      | Quách Khoa Nam                                  | Trí Quang                           |                                               |        |
| 2019 | Một chàng ba nàng           | Cẩm Nhung                    | SCTV14     | Đặng Thái Huyền                                 | Nhan Phúc Vinh                      |                                               |        |
| 2019 | Những chuyên án lạ          | Mỹ Lan - Mỹ Phượng - Mỹ Ngọc | HTV9       | Đỗ Phú Hải                                      |                                     |                                               |        |
| 2019 | Muôn kiểu làm dâu           | Minh Anh                     | HTV7       | Cẩm Hà - Phạm Tuân                              | Lương Thế Thành                     |                                               |        |
| 2020 | Người mẹ đặc biệt           | Mộng Vân                     | VTV3       | Hạnh Thúy                                       |                                     |                                               |        |
| 2021 | Đố ba biết mẹ đang nghĩ gì  | Cavi                         | VTV9       | Lý Khắc Lynh                                    | Quang Tuấn                          |                                               |        |
| 2022 | Bí mật hai thế giới         | Mỹ Hà                        | SCTV14     | Thái Trình                                      | Hiếu Nguyễn, Thanh Duy              | vai phản diện thứ ba                          |        |
| 2022 | Kẻ thứ ba                   | VJ Kelly Đào                 |            | Lý Nhã Kỳ & Park Hee-jun                        | Han Jae-suk và Lý Nhã Kỳ            |                                               | [ 9 ]  |
| 2023 | Dưới bóng bình yên          | Mai Anh                      | HTV7       | Văn Công Viễn                                   | Lương Thế Thành                     |                                               | [ 10 ] |
| 2024 | Nữ luật sư                  | Kim Kiều                     | SCTV14     | Trọng Trinh                                     | Ngọc Quỳnh, Doãn Quốc Đam           |                                               |        |
| 2024 | 7 Năm Chưa Cưới Sẽ Chia Tay | Bà Linh                      | VieON      | Nguyễn Hoàng Anh                                |                                     |                                               |        |
| 2025 | Mẹ biển                     | Hai Thơ                      | VTV1       | Nguyễn Phương Điền                              | Trương Minh Quốc Thái, Cao Minh Đạt |                                               |        |

### Điện ảnh
| Năm  | Tựa phim                        | Vai diễn | Đạo diễn                       | Đóng với                     | Ghi chú               | Nguồn |
| ---- | ------------------------------- | -------- | ------------------------------ | ---------------------------- | --------------------- | ----- |
| 2012 | Cát nóng                        | Tuyết    | Lê Hoàng                       | Quách Ngọc Ngoan, Nhã Phương |                       |       |
| 2015 | Ngủ với hồn ma                  | Mỹ Lan   | Bá Vũ                          |                              |                       |       |
| 2017 | Lục Vân Tiên: Tuyệt đỉnh Kungfu | Mộng Nga | Hoàng Phúc                     | Andy Long Nguyễn, Hữu Tín    |                       |       |
| 2017 | Linh duyên                      | Hương    | Nguyễn Duy Võ Ngọc - Hạnh Nhân | Dustin Nguyễn                | vai phản diện thứ hai |       |
| 2017 | Chơi thì chịu                   | Anh Thy  | Nguyễn Lâm                     | Trương Thế Vinh              |                       |       |

### MV đã tham gia
- Giấu (ra mắt ngày 7/12/2017), đóng cặp với Khôi Trần [11]

## Giải thưởng
| Giải thưởng               | Năm  | Hạng mục                                           | Đối tượng đề cử      | Kết quả   | Ghi chú                       |
| ------------------------- | ---- | -------------------------------------------------- | -------------------- | --------- | ----------------------------- |
| Phụ nữ thế kỷ XXI         | 2006 | —                                                  | Bản thân             | Giải nhì  | [ 12 ]                        |
| Cánh Diều Vàng            | 2009 | Nữ diễn viên chính xuất sắc trong phim truyền hình | Chuyện tình đảo ngọc | Đoạt giải | [ 13 ]                        |
| Cánh Diều Vàng            | 2015 | Nữ diễn viên phụ xuất sắc trong phim truyền hình   | Tuổi thanh xuân 2    | Đoạt giải | [ 14 ]                        |
| Cánh Diều Vàng            | 2018 | Nữ diễn viên chính xuất sắc trong phim truyền hình | Mộng phù hoa         | Đoạt giải | [ 15 ]                        |
| Cánh Diều Vàng            | 2024 | Nữ diễn viên chính xuất sắc trong phim truyền hình | Nữ luật sư           | Đề cử     | [ 16 ]                        |
| Giải thưởng Ngôi Sao Xanh | 2014 | Nữ diễn viên truyền hình xuất sắc nhất             | Đôi mắt của trái tim | Đoạt giải | Hội đồng Nghệ thuật bình chọn |
| Giải thưởng Ngôi Sao Xanh | 2024 | Nữ diễn viên truyền hình xuất sắc nhất             | Nữ luật sư           | Đoạt giải | Hội đồng Nghệ thuật bình chọn |